# Das Andere Museum der 50er und 60er Jahre
Das Andere Museum der 50er und 60er Jahre ist ein Automuseum in Horrheim, einem Stadtteil von Vaihingen an der Enz im Landkreis Ludwigsburg in Baden-Württemberg.

## Geschichte
Harald Driemel sammelt seit 1979 Dinge aus den 1950er und 1960er Jahren. 1990 eröffnete er sein Museum. Die Ausstellungsfläche beträgt 500 Quadratmeter. Früher war es sonntags geöffnet. Seit Beginn der COVID-19-Pandemie in Deutschland ist es für Besucher vorübergehend geschlossen.

## Ausstellungsgegenstände
Ein Schwerpunkt sind Fahrzeuge. 17 Autos, 6 Lastkraftwagen und Omnibusse, 2 Motorroller, 5 Mopeds und 3 Fahrräder sind ausgestellt, unter anderem Goggomobil als Kleintransporter, Ford 12 M von 1961 und DKW F 93; Saporoshez von 1968, Opel Olympia Rekord von 1955 und NSU 1200 sowie Trabant. In einer anderen Halle sind oder waren 16 Wohnwagen untergestellt.
Außerdem präsentiert das Museum Radios, Musikschränke, Büromaschinen, Möbel, Koch- oder Essgeschirr, Spielzeug, Modellautomobile und weitere Dinge. Auf Fotos werden zudem Schaufensterpuppen und Schreibmaschinen gezeigt.